# Вишневе (Каховський район)
Вишне́ве — село в Україні, у Каховському районі Херсонської області. Входить до складу Верхньорогачицької селищної громади. Населення становить 133 осіб. 24 лютого 2022 року село тимчасово окуповане російськими військами під час російсько-української війни.

## Населення
Згідно з переписом УРСР 1989 року чисельність наявного населення села становила 201 особа, з яких 86 чоловіків та 115 жінок.
За переписом населення України 2001 року в селі мешкало 140 осіб.

### Мова
Розподіл населення за рідною мовою за даними перепису 2001 року:
| Мова       | Відсоток |
| ---------- | -------- |
| українська | 93,98 %  |
| російська  | 5,26 %   |
| молдовська | 0,75 %   |